# Lonchophora
Lonchophora é um género botânico pertencente à família Brassicaceae.

## Espécies
- Lonchophora capiemontana
- Lonchophora guyoniana
- Lonchophora kralikii